# Финансовый рычаг
Финансовый рычаг (плечо финансового рычага, кредитный рычаг, кредитное плечо, финансовый леверидж) — отношение заёмного капитала к собственным средствам (иначе говоря, соотношение между заёмным и собственным капиталом). Обычно при расчёте данного коэффициента рассматривается общая сумма обязательств, включающая как краткосрочные обязательства, так и долгосрочные обязательства. Иногда используется только сумма долгосрочных обязательств. Если коэффициент принимает значение меньше 1, значит, активы компании финансируются в большей степени за счёт собственного капитала. Если коэффициент левериджа более 1, то активы компании финансируются в большей степени за счёт заёмных средств.
Также финансовым рычагом или эффектом финансового рычага называют эффект от использования заёмных средств с целью увеличить размер операций и прибыль, не имея достаточного для этого капитала. Размер отношения заёмного капитала к собственному характеризует степень риска, финансовую устойчивость.
Финансовый рычаг может возникать только в случае использования торговцем заёмных средств. Плата за заёмный капитал обычно меньше, чем дополнительная прибыль, которую он обеспечивает. Эта дополнительная прибыль суммируется с прибылью на собственный капитал, что позволяет увеличить его рентабельность.
Для кредиторов предпочтительны низкие значения коэффициента левериджа у заёмщиков, так как в подобной ситуации заимодавцы лучше защищены на случай банкротства получателя кредита. С точки зрения акционеров (владельцев бизнеса) предпочтительнее высокие значения левериджа, что повышает рентабельность инвестиций.

## Маржинальные требования
На товарном, фондовом и валютном рынках понятие финансовый рычаг трансформируется в маржинальные требования — процентное отношение средств, которые обязан иметь на своём балансе торговец для заключения сделки к суммарной стоимости заключаемой сделки. Обычно на товарном рынке требуется обеспечение не менее 50 % от общей суммы сделки, то есть для заключения контракта на 200 долларов торговец должен обладать не менее чем 100 долларами. На рынке производных финансовых инструментов или валютного обмена заключение, например, фьючерсного контракта обязывает внести гарантийное обеспечение в размере от 2 до 15 процентов стоимости контракта, то есть для заключения контракта на 200 долларов достаточно реально иметь в наличии от 4 до 30 долларов.
В маржинальной торговле плечо финансового рычага часто записывается в виде пропорции, которая показывает отношение суммы залога к размеру возможного контракта. Например, маржинальные требования 20 % соответствуют плечу 1:5 (один к пяти), а маржинальные требования 1 % соответствуют плечу 1:100 (один к ста). В таком случае говорят, что торговец может заключить контракт в 5 (или 100) раз больше, чем размер его залогового депозита.

## Кредитное плечо
На фондовом рынке России под плечом один к пяти часто имеют в виду отношение собственных средств (залога) к предоставляемому кредиту, то есть клиент одалживают у брокера средства в 5 раз больше собственных, а затем всю имеющуюся сумму направляет на заключение сделки. У клиента средств становится в 6 раз больше, чем было до взятия кредита. Этому случаю соответствуют маржинальные требования не 20 %, а 16,67 %.
Использование увеличенного кредитного плеча увеличивает не только возможность получить прибыль, но и повышает степени риска такой операции.

## Риски
При расчете ЭФР — эффекта финансового рычага — плечо финансового рычага (для финансового анализа предприятия это отношение заемного капитала (ЗК) к собственному (СК)) умножается на дифференциал.
Упрощенная формула расчета с учетом инфляции:
Эфр = ((1 — T)(ЭР — 1,8×СР) — (СРСП — 1,8×СР))×ЗК/СК, где
- Эфр — эффект финансового рычага;
- T − ставка налогообложения прибыли, которую можно рассчитать как отношение налоговых отчислений к прибыли до налогообложения;
- ЭР − экономическая рентабельность активов;
- СРСП − средняя расчетная ставка процента выплат по кредитам;
- СP − среднегодовая ставка рефинансирования.

Массовая торговля с использованием эффекта финансового рычага является потенциальной предпосылкой для финансового кризиса. Одним из ярких примеров этого является крушение британского банка Беринг, одного из самых старых и самых крупных банков в мире.
В более частом случае игроки используют финансовый рычаг для увеличения прибыли. Но, в соответствии с правилом рычага, возможный проигрыш тоже увеличивается во столько же раз.